# Gamba Sonatas
Gamba Sonatas – wspólny album małżeństwa – gambisty Krzysztofa Firlusa i klawesynistki Anny Firlus z muzyką dawną pochodzącą od dwóch niemieckich rodów: Bachów i Podbielskich (o polskich korzeniach). Płyta ukazała się 26 marca 2018 pod szyldem DUX Recording Producers (nr kat. DUX 1471). Nominacja do Fryderyka 2019 w kategorii «Album Roku Muzyka Dawna».

## Lista utworów
Opracowano na podstawie materiału źródłowego.
- Christian Podbielski: Sonata in A-major for viola da gamba & basso continuo
  - 1. Andante [4:08]
  - 2. Vivace [2:23]
  - 3. Largo [3:25]
  - 4. Tempo di menuetto [3:40]
- Johann Sebastian Bach: Sonata in G-major for viola da gamba & harpsichord, BWV 1027
  - 5. Adagio [3:54]
  - 6. Allegro ma non tanto [3:45]
  - 7. Andante [1:54]
  - 8. Allegro moderato [3:07]
- Christian Wilhelm Podbielski: Sonata in G-major for viola da gamba & basso continuo
  - 9. Largo [4:01]
  - 10. Allegro non molto [4:13]
  - 11. Presto e scherzando [3:07]
- Carl Philipp Emanuel Bach: Sonata in C-major for viola da gamba & basso continuo, Wq. 136
  - 12. Andante [4:26]
  - 13. Allegretto [6:55]
  - 14. Arioso [4:44]

## Wykonawcy
- Anna Firlus – klawesyn
- Krzysztof Firlus – viola da gamba